# Collada de Prats
La Collada de Prats és una collada situada a 1.596,4 m alt del límit dels termes municipal de Molló, de la comarca del Ripollès, i de Prats de Molló i la Presta, de la del Vallespir, a la Catalunya del Nord.
És al sud-est del terme de Prats de Molló i la Presta i al nord-est del de Molló. És al sud del Puig Sec i al sud-oest del Puig de les Basses de Fabert, al nord del Pic dels Miquelets.
Diverses rutes de senderisme tenen com un dels seus objectius la Collada de Prats.
A la Collada de Prats hi ha la fita fronterera número 516 entre els estats francès i espanyol. És una fita de base quadrada, grossa, capçada per una petita piràmide, amb el número de color negre damunt d'una marc blanc. En aquest cas no hi ha creu pintada. És 25 metres a l'oest d'una bassa de la carena, però que desguassa cap al Ripollès.